# Loftmynd
Loftmynd, álbum del cantante de rock islandés Megas. El álbum fue lanzado en agosto de 1987 a través de la discográfica Gramm.
Con 17 canciones, Loftmynd contó con la colaboración de la cantante Björk como vocalista de fondo para todas las canciones y el guitarrista Guðlaugur Kristinn Óttarsson.

## Lista de canciones
1. Við Birkiland
2. Björg
3. Plaspokablús
4. Skúli fógeti
5. Á horningu
6. Ástarsaga
7. Magister Lyngdal
8. Jón
9. Nótt
10. Enginn vegur fær
11. Veinaðu úlfur úlfur
12. Það sem best er
13. Börn í borg
14. Reykjavíkurnætur
15. Björt ljós borgarljós
16. Innréttingarblús
17. Fílahirðirinn frá Súrín